# Euphyia casta
Euphyia casta là một loài bướm đêm trong họ Geometridae.